# Gornje Crniljevo
Gornje Crniljevo (cyr. Горње Црниљево) – wieś w Serbii, w okręgu kolubarskim, w gminie Osečina. W 2011 roku liczyła 416 mieszkańców.